# Moritz Dreger
Moritz Dreger (* 3. Juni 1868 in Wien; † 26. April 1939 ebenda) war ein österreichischer Kunsthistoriker.

## Leben
Als Sohn eines Privatiers geboren, studierte Dreger nach dem Besuch des Wiener Schottengymnasiums Philosophie und Kunstgeschichte an der Universität Wien, unter anderem bei Franz Wickhoff, Alois Riegl und Otto Benndorf sowie am Institut für Österreichische Geschichtsforschung in Wien und am Österreichischen Historischen Institut bei Theodor Sickel in Rom. Während seines Studiums wurde er 1887 Mitglied der Wiener akademischen Burschenschaft Libertas. 
In Wien wurde er 1891 zum Dr. phil. promoviert. Er arbeitete im Kupferstichkabinett der Wiener Hofbibliothek. Er unternahm Studienreisen durch Europa und den Orient. Er nahm auch an einer Expedition in die Dobrudscha teil und war an der Ausgrabung eines Trojanmonuments beteiligt. Von 1879 bis 1899 war er Kustos und dann Vizedirektor am Österreichischen Museum für Kunst und Industrie, wo er sich insbesondere um die Textilsammlung verdient machte. 
1901 habilitierte er an der Universität Wien. Von 1917 bis 1926 war er ordentlicher Professor an der Universität Innsbruck, dann bis 1936 an der TH Wien. Nebenbei war er schriftstellerisch tätig.

## Ehrungen
- Moritz-Dreger-Gasse in Wien 21 (Floridsdorf)

## Veröffentlichungen (Auswahl)
- Englische Gartenkunst. Dissertation Wien 1891.
- Künstlerische Entwicklung der Weberei und Stickerei. Wien 1904.
- Josef Führich. Wien 1912.
- Beginn und Blüte der Wiener Seidenweberei. Wien 1915.
- Dürer und Innsbruck. Innsbruck 1924.